# Jack Bruno
Jack Bruno (* 17. April 1951 in London) ist ein britischer Schlagzeuger.

## Der Musiker
Jack Bruno ist auf allen Alben von Tina Turner zu hören. Außerdem arbeitete er zusammen mit Elton John, Cher, LeAnn Rimes und John Miles. Ab 1993 gehörte er fest zur Begleitband von Joe Cocker.
Bruno gilt als der Schlagzeuger, der bisher vor der größten Anzahl von Zuschauern gespielt hat. Zusammen mit Tina Turner, in deren Band er seit 1981 spielt, und Joe Cocker (seit 1992) sowie Elton John (von 1998 bis 1999) spielte er vor insgesamt 92 Millionen Menschen. Zu Tina Turners „Rock In Rio“-Show 1988 kamen 190.000 Fans, bei Joe Cockers Woodstock-Auftritt 1994 spielte Bruno vor fast 300.000 Menschen.
Auch 2008/2009 war Jack Bruno wieder mit Tina Turner auf Tournee, am 20. März 2009 nahm er mit ihr die neue Live-CD in Arnheim auf. „Er ist länger bei mir als jeder andere. Und er versteht mich gut, bei ihm kann ich mir sicher sein, dass er meine spontanen Ideen während der Shows umsetzt“ sagte Tina Turner 2008 im Rahmen des Tourauftaktes zu „The Bee“. Jack Bruno äußerte sich über Turner im Sticks Magazin (05/2007) ähnlich respektvoll: „Manchmal dreht sie sich während der Proben zu mir um und sagt ´Play it more like this...hebbedihebbedi hebbedi´und wirbelt mit dem Armen herum. Sie weiß mit 70 Jahren noch genau, was Rock´n´Roll für eine Aussage hat.“
Jack Bruno lebt in Nashville, Tennessee.

## Diskographie
mit Tina Turner
- 1986: Break Every Rule
- 1987: Tina Live in Europe
- 1989: Foreign Affair
- 1991: The Best
- 1993: I Don´t Wanna Fight
- 1993: Whats Love Live (VHS)
- 1996: Live In Amsterdam (DVD)
- 1999: 24/7
- 1999: VH1 Divas Live (DVD)
- 1999: Tina...Celebrate! (DVD)
- 2000: One Last Time Live In Concert (DVD)
- 2004: The Live Collection (DVD)
- 2009: Tina Turner Live 2009 (CD+DVD)

mit Joe Cocker
- 1994: Have A Little Faith
- 1997: Across From Midnight
- 1997: Across From Midnight Tour (DVD)
- 1999: No Ordinary World
- 2002: Live in Cologne (DVD)
- 2013: Fire It Up – Live (DVD)

mit John Miles
- 1993: Upfront
- 1993: Live at Ohne Filter (DVD)

mit Elton John
- 1998: „The Big Picture Tour – Live at Madison Square Garden 1998“

mit LeAnn Rimes, Cher, Elton John
- 1999: VH1 Divas Live 1999 (CD/DVD)